# 魔女こいにっき
『魔女こいにっき』（まじょこいにっき）は、2014年5月30日にQoobrandより発売された18禁恋愛アドベンチャーゲームである。
2015年12月24日には、PlayStation Vita用に移植された『魔女こいにっき Dragon×Caravan』（まじょこいにっきドラゴン×キャラバン）が、加賀クリエイトより発売された。PlayStation Vita版は、メインヒロイン、サブキャラクターのイベント追加に加え、新規エピソード『黒の章・灼熱の王子と小さな竜』に真田甘楽、ブラゴンの2名が新規主要キャラクターとして追加された。
なお本作品は加賀クリエイト最後のゲームであり、同社の解散後は発売元をテイジイエル企画に変更したが、社名変更によりエンターグラム発売へと変わった。

## あらすじ
バラ色町の商店街で一人暮らしをしている少女、南乃ありす。碧方学園で生活して2年目の春、学園のはずれの森にある時計塔で不思議な日記を拾う。家に持ち帰り日記を読むと、そこにはとある少年の日常がつづられていた。
日記の中の少年は、次々と女性に出会っては短い恋を繰り返していく。しかしお相手の女性たちは、なぜかありすの身近な人物ばかりだった。
どこまでが現実でどこまでが空想なのか悩むありすの前に、謎の生物・バラゴンが現れ、日記の真実を求める夜の旅へと導く。

## 登場人物

### メインキャラクター
桜井たくみ（さくらい たくみ）
声 - なし
原作の主人公。日記に登場する少年。ありすと同様に理髪店で一人暮らしをしている。 多くの女の子をナンパしてはHしまくる爛れた生活を送っている。
南乃 ありす（なんの ありす）
声 - 楠原ゆい ※PS Vita版では「くすはらゆい」表記
3月27日生まれ。
原作のメインヒロイン兼「Cinderella Story」編の主人公。休業中の理容室で、愛犬・くーと共に一人暮らしをしている少女。
時計坂 零（とけいざか れい）
声 - 千葉山もみじ
12月12日生まれ。
学生ながら、碧方学園理事長を務めている。 姉は行動的で激情型。貧乳。チョロい。
時計坂 カノン（とけいざか かのん）
声 - 結衣菜
12月12日生まれ。
零の双子の妹。学園理事長である姉の秘書。基本はメイド姿で掃除している。 姉とは対照的に常に冷静で頭がキれる。巨乳。
周防 聖（すおう ひじり）
声 - 佐本二厘
10月9日生まれ。
時計塔の下にある教会の管理を任された転校生。何かというと周囲を「臭い」と発言するが、悪意は無い。
柏原 美衣（かしわばら みい）
声 - 森川ゆゆ
5月30日生まれ。
クラス委員長。周囲からは生真面目そうに思われているが、アイドル生活に憧れる一面もある。
藤田 崑崙（ふじた こんろん）
声 - 山田ゆな
誕生日は「風の強い日」
ありすのクラスメイト。謎の少女。オカルトめいた怪しげなクラブを主宰していると言われる。
バラゴン (BARAGON)
声 - 美月
「バラ色ドラゴン」を自称する謎の生物。南乃ありすが『魔女こいにっき』を手に入れたのちに現れた。世界を救うためにありすと行動を共にする。

### コンシューマー版の追加キャラクター
真田 甘楽（さなだ かんら）
声 - M・A・O
CS版の主人公の一人。ありすたちの事件が終わった後、黒い『魔女こいにっき』を手にした。
ブラゴン
声 - 上間江望
「ブラックドラゴン」を自称する謎の生物。少女の姿で現れることもある。甘楽を冒険へといざなう。

### サブキャラクター
梢 あけみ（こずえ あけみ）
声 - 鹿野まなか
ありすのクラス担任。
加藤 恋（かとう れん）
声 - 橘まお
他校の女子学生。たくみの最初の被害者になってしまった。夢は俳優になること。
桜坂 恵子（さくらざか けいこ）
声 - 星野ゆう
ありすの友人の1人。
氷室 弥生（ひむろ やよい）
声 - 美空なつひ
ありすの友人の1人。
栗原 進（くりはら すすむ）
声 - かわしまりの
たくみの友人。押しは弱いが、気のいい人物。
カルボナーラ
声 - 東島石三
総合美容施設「シンデレラ」で辣腕を振るうオカマ。
堀田
声 - 美月
山田
声 - 千葉山もみじ
岡田
声 - 橘まお
常に3人で行動する、たくみのクラスメイトたち。恋に恋している。

## スタッフ
- 原画：狗神煌、朝倉はやて、小桜りょう、白もち桜[1]
- シナリオ：新島夕、博恵夏樹、佐藤礼[1]
- 音楽：水月陵、樋口秀樹

## 主題歌
オープニングテーマ「花びらとりぼん」
作詞・歌 - Larval Stage Planning / 作曲・編曲 - 中沢伴行
PS Vita版オープニングテーマ「あの場所へ」
作詞・作曲・編曲：古川竜也 / 歌：真田甘楽（M・A・O）
エンディングテーマ「永遠の魔法使い」
作詞 - 新島夕 / 作曲・編曲 - ピクセルビー / 歌 - monet
グランドエンディングテーマ「初恋」
作詞・作曲・編曲 - 樋口秀樹 / 歌 - WHITE-LIPS
シークレットエンディングテーマ「Hysteria」
作詞・作曲・歌 - TERRA
BGMボーカル「Dragon Burger」
作詞・作曲 - 樋口秀樹 / エレクトリックピアノ - 宇都圭輝 / 歌 - 薬師るり

## 反響

### 批評

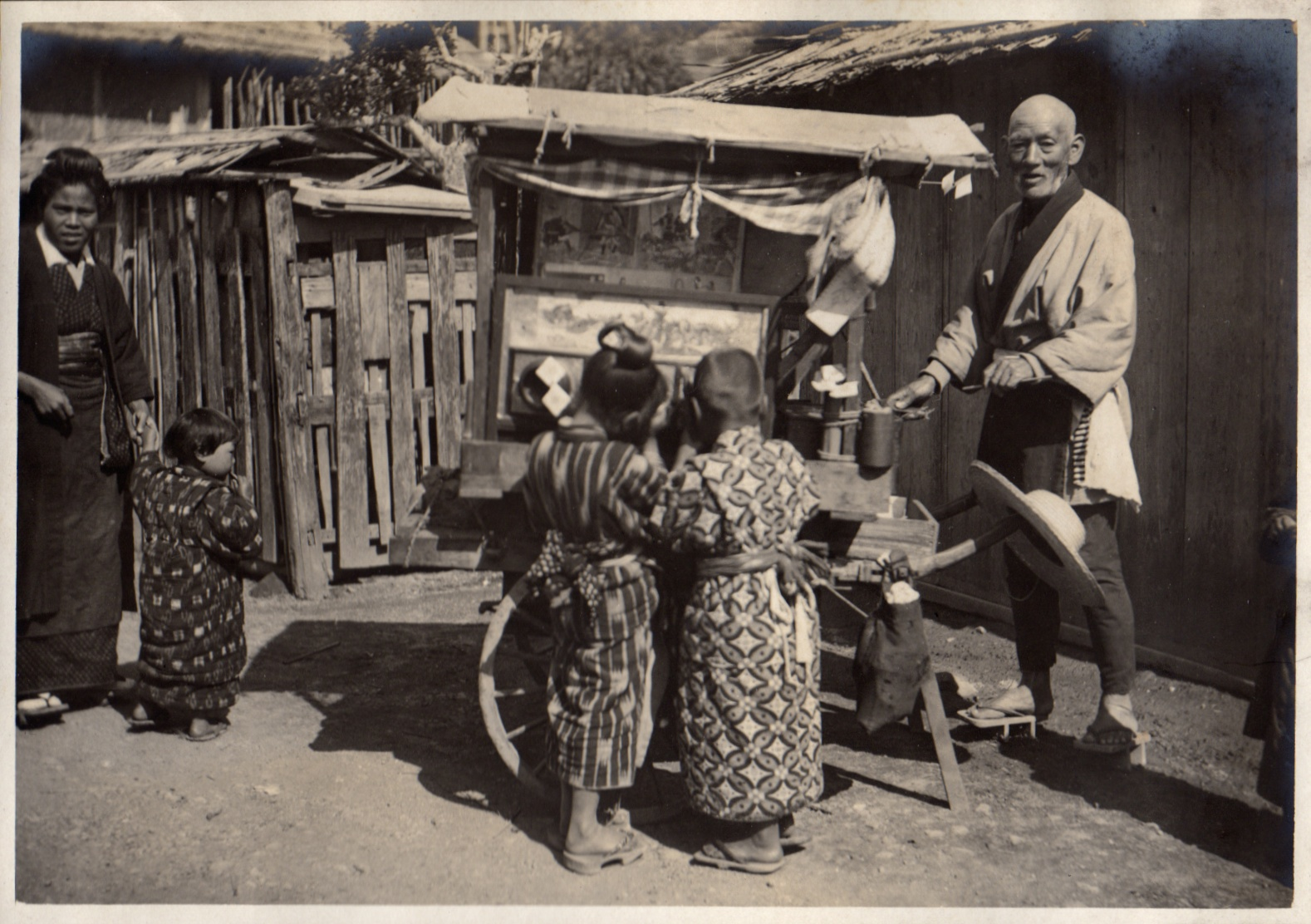
覗きからくりの屋台。大正初期

『BugBug』2014年7月号に本作のレビューが掲載されている。レビュアーの宮野斜は、本作を「物語を目で追う行為そのものが快感に直結する“覗きからくり”」に喩えている。短編の連作形式を採用した本作では、プレイヤーは魔女こい日記を集めるありすの物語パートと、たくみとヒロインたちの物語パートを交互に読み進めていく。宮野は両パートともにボリュームがあり、読み応えがあると賞し、ちりばめられた伏線が回収され、すべてのエピソードがひとつの物語へと破綻なく収斂していく瞬間には鳥肌が立ったと述べている。キャラクター同士の掛け合いはコミカルであり、グランドエンディングにいたるまでの二転三転する展開も、ミステリー通を唸らせるものと評価している。

## 関連商品

### 書籍
魔女こいにっき ビジュアルファンブック
2014年10月31日発売 / 発行：KADOKAWA / 企画・制作：エンターブレイン / ISBN 978-4-04-730062-0

### CD
魔女こいにっき Complete Soundtrack 〜Marching Caravan〜
2015年3月6日発売 / 発売元：Qoobrand
| #         | タイトル                                      | 作詞      | 作曲         | 時間 |
| --------- | --------------------------------------------- | --------- | ------------ | ---- |
| 1.        | 「花びらとりぼん」(歌：Larval Stage Planning) |           | 中沢伴行     | 4:52 |
| 2.        | 「小さな薔薇が咲く朝に」                      |           | 水月陵       | 2:09 |
| 3.        | 「夢のなごりを探して」                        |           | 水月陵       | 4:23 |
| 4.        | 「少女が歩く森」                              |           | 樋口秀樹     | 2:53 |
| 5.        | 「陽気な楽隊」                                |           | 樋口秀樹     | 2:33 |
| 6.        | 「昼下がりのお茶会」                          |           | 樋口秀樹     | 2:03 |
| 7.        | 「Dragon Burger」(歌：薬師るり)               |           | 樋口秀樹     | 2:03 |
| 8.        | 「満腹気分」                                  |           | 樋口秀樹     | 2:03 |
| 9.        | 「お散歩」                                    |           | 水月陵       | 2:00 |
| 10.       | 「星の導き」                                  |           | 樋口秀樹     | 2:22 |
| 11.       | 「そびえる古き時計塔」                        |           | 樋口秀樹     | 2:41 |
| 12.       | 「舞踏会の時を告げる」                        |           | 樋口秀樹     | 1:44 |
| 13.       | 「シンデレラ」                                |           | 樋口秀樹     | 2:04 |
| 14.       | 「ALICE」                                     |           | 水月陵       | 1:55 |
| 15.       | 「やがて、もっとも古く静かな眠りへ」          |           | 水月陵       | 2:44 |
| 16.       | 「永遠の魔法使い」(歌：monet)                 |           | ピクセルビー | 4:39 |
| 17.       | 「花びらとりぼん (instrumental)」             |           | 中沢伴行     | 4:52 |
| 18.       | 「永遠の魔法使い (instrumental)」             |           | ピクセルビー | 4:37 |
| 合計時間: | 合計時間:                                     | 合計時間: | 52:37        |      |
| #         | タイトル                             | 作詞      | 作曲         | 時間 |
| --------- | ------------------------------------ | --------- | ------------ | ---- |
| 1.        | 「どこかにありそうで、どこにもない」 |           | 水月陵       | 4:07 |
| 2.        | 「砂漠の花」                         |           | 樋口秀樹     | 1:43 |
| 3.        | 「もっとも勇気のある冒険者」         |           | 水月陵       | 3:36 |
| 4.        | 「蜃気楼の果て」                     |           | 水月陵       | 4:14 |
| 5.        | 「オアシス」                         |           | 樋口秀樹     | 2:38 |
| 6.        | 「風が休む場所」                     |           | 樋口秀樹     | 2:13 |
| 7.        | 「落ちる太陽」                       |           | 水月陵       | 2:45 |
| 8.        | 「のぼる月」                         |           | 水月陵       | 2:25 |
| 9.        | 「語り部達が顔よせあって」           |           | 水月陵       | 3:13 |
| 10.       | 「ジャバウォック王」                 |           | 樋口秀樹     | 2:47 |
| 11.       | 「物語はひそやかに」                 |           | 水月陵       | 3:13 |
| 12.       | 「一夜の語り」                       |           | ピクセルピー | 2:25 |
| 13.       | 「千夜の語り」                       |           | ピクセルピー | 2:18 |
| 14.       | 「それは、とある王国の物語」         |           | 水月陵       | 3:45 |
| 15.       | 「初恋」(歌：WHITE-LIPS)             |           | 樋口秀樹     | 5:16 |
| 16.       | 「Hysteria」(歌：TERRA)              |           | TERRA        | 4:23 |
| 17.       | 「初恋 (instrumental)」              |           | 樋口秀樹     | 5:16 |
| 18.       | 「Hysteria (instrumental)」          |           | TERRA        | 4:21 |
| 合計時間: | 合計時間:                            | 合計時間: | 60:38        |      |

## ボーカルソングCD
※PS Vita版予約購入特典
あの場所へ
流砂のオルフェウス
歌：榊原ゆい / 作詞・作曲・編曲：古川竜也
Reach For The Light
歌：片霧烈火 / 作詞・作曲・編曲：古川竜也
さよならを言わないで
歌：黒兎ウル / 作詞・作曲・編曲：古川竜也